# 朱真潤
會寧莊惠王朱真潤（1516年—1569年），明朝肅藩第一代會寧王，肅恭王朱貢錝的庶第五子。

## 生平
嘉靖十年（1531年），封會寧王。
隆慶三年（1569年）四月，朱真潤去世，諡號莊惠。兩年後，嫡長子朱弼楹尚未襲爵即卒。萬曆四年（1576年），長孫朱縉襲爵。

## 評價
- 《萬曆臨洮府志》：“始自分封出閣，持立府事，博洽群書，恭敬禮下，至今人咸稱之。”[4]

## 家庭

### 子
- 嫡長子：會寧王長子→會寧端憲王（追封）朱弼楹